# Bo Lindekrantz
Bo Kristoffer Lindekrantz, född 23 december 1932 i Mölndal, död 11 januari 2020 i Gustav Adolfs distrikt i Helsingborg, var en svensk inredningsarkitekt och möbelformgivare.
Mellan 1964 och 1986 hade Lindekrantz tillsammans med Börge Lindau ett kontor i Helsingborg. 1965 började de samarbeta med Lammhults Möbel AB för vilket de skapade 1968 stolarna S70-3 och Planka, fåtöljen X75-2, S70-4 och S70-5 samt kläddhängaren S70-12. Efter 1986 drev Lindekrantz egen verksamhet samtidigt som han fortsatt samarbetet med Lammhults Möbel AB.
Nationalmuseum i Stockholm har flera av hans möbler i sina samlingar. Han är även representerad vid Röhsska museet i Göteborg.
Han var brorson till skulptören Ivar Lindekrantz. Bo Lindekrantz är gravsatt i minneslunden på Raus kyrkogård.